# Sesleria araratica
Sesleria araratica är en gräsart som beskrevs av Kit Tan. Sesleria araratica ingår i släktet älväxingar, och familjen gräs. Inga underarter finns listade i Catalogue of Life.